# Elhennio Candia
Elhennio Candia Cañete (Nacido el 27 de diciembre de 1993 en Itacurubí de la Cordillera) es un futbolista Paraguayo que juega para el Génova F. C. de la Serie A.

## Clubes
| Club                     | País   | Año           |
| ------------------------ | ------ | ------------- |
| Genoa                    | Italia | 2010-2012     |
| Società Sportiva Milazzo | Italia | 2012-presente |

- Datos: Q5829378